# Pierre Lacour
Pierre Lacour, pseudonimo di Pierre Delacour (Bordeaux, 14 aprile 1745 – Bordeaux, 28 gennaio 1814), è stato un pittore francese.
Viene talvolta indicato come Pierre Lacour padre per differenziarlo dal figlio omonimo, anch'egli pittore, Pierre Lacour (1778-1859).

## Biografia

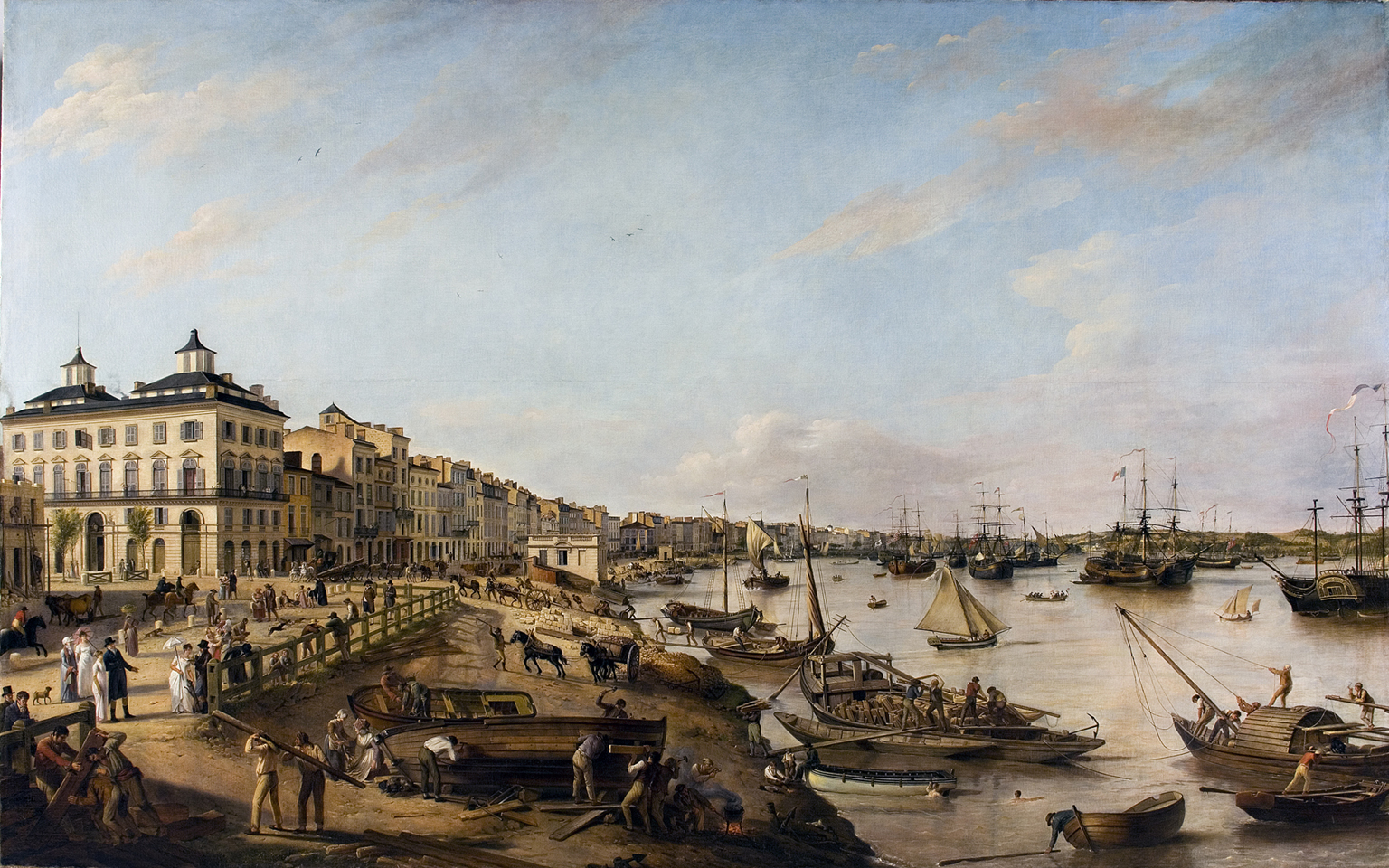
Veduta di una parte del porto e delle banchine di Bordeaux note come Chartrons e Bacalan (1804-1806), Bordeaux, Museo delle Belle arti.

Figlio di Pierre Delacour e Jeanne Gramond, Pierre Lacour iniziò i suoi studi artistici a Bordeaux presso la bottega dell'incisore André Lavau. Nel 1764 si recò a Parigi per proseguire gli studi nell'atelier del pittore Joseph-Marie Vien, in compagnia di Jean-Joseph Taillasson. Nel 1769 riceve il secondo Prix de Rome e intorno al 1771 parte per la Città eterna. Nel dicembre 1772 è invece ammesso all'Accademia nazionale di scienze, lettere e belle arti di Bordeaux.
Tornato in Francia intorno al 1774, si stabilisce a Bordeaux, dove nel 1774 espone una ventina di dipinti al Salon, tra cui il progetto di un soffitto per il nuovo auditorium in costruzione. Nel 1776 fu nominato Accademico dell'Accademia delle Arti di Bordeaux.
Nella stessa città girondina sposa Catherine Chauvet il 7 febbraio 1778.
Durante la Rivoluzione fu insegnante di disegno all'École Centrale e mantenne a sue spese la Scuola di disegno e pittura della città, presso la quale si diplomarono numerosi eminenti artisti. Tra i suoi allievi vi furono Pierre-Nolasque Bergeret, Jean Alaux e Jean-Bruno Gassies.
Al Castello La Louvière, di proprietà dell'armatore Jean-Baptiste Mareilhac e situato nel comune di Léognan, completò le grisailles e i soffitti del salone rotondo, iniziati da François-Louis Lonsing, morto nell'aprile 1799.
Espone per la prima volta al Salon di Parigi nel 1796 e il 13 febbraio 1796 viene nominato membro corrispondente dell'Accademia di belle arti.
Nel 1801 Lacour fonda il Museo delle Belle arti di Bordeaux, di cui diventa il primo conservatore.
Nel 1802 ottenne l'incarico di restaurare il Palazzo Rohan, attuale municipio della città bordolese.
Nel 1803 fu nominato professore al Liceo di Bordeaux, mentre dal 1804 fino alla sua morte, fu direttore della Scuola di disegno e pittura.

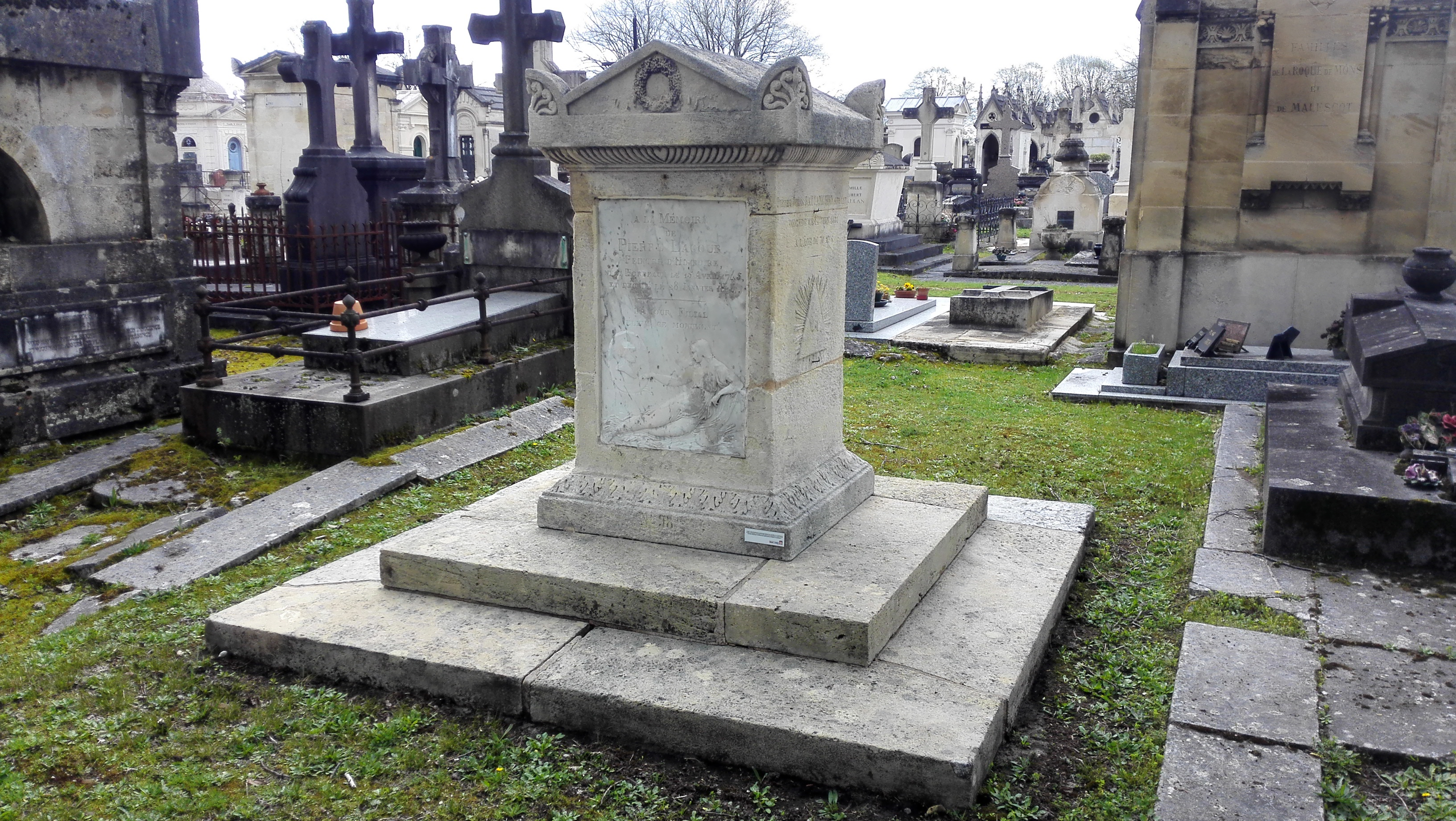
Tomba di Pierre Lacour

Alla sua morte, avvenuta nel 1814, il figlio Pierre gli successe alla carica di conservatore del museo. Lacour venne sepolto al Cimitero della Certosa della sua città natale, Bordeaux.

## Opere nelle collezioni pubbliche
- Bordeaux:

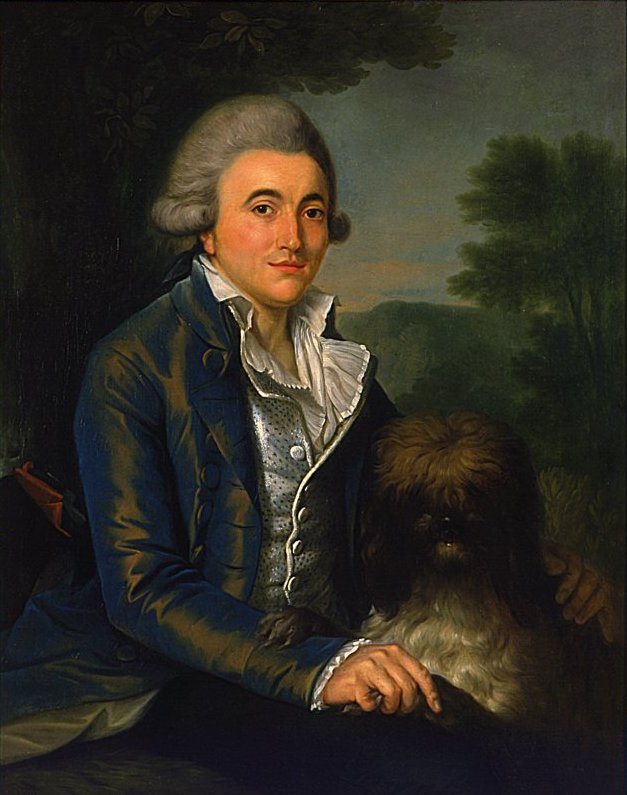
Ritratto di Léon Bernard, 1791, Bordeaux Museo di Arti decorative e design.

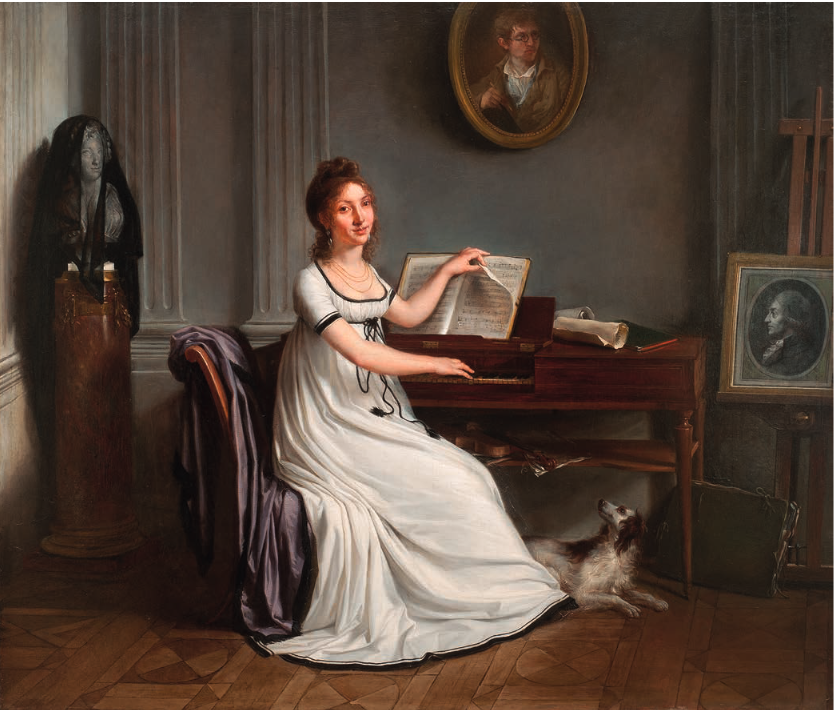
Madeleine-Aimée Lacour al pianoforte, 1800, posizione ignota. Ritratto della figlia.

  - museo di Arti Decorative e Design: 
    - Ritratto di Monsieur de Barbe de la Barthe, olio su tela (Inv. 76.3.1);
    - Ritratto di Madame de Barbe de la Barthe, olio su tela (Inv. 76.3.2);
    - Donna e bambini in un paesaggio, 1794 circa, miniatura (Inv. 77.2.4);
    - Ritratto di Monsieur e Madame Boyer-Griot, 1808, olio su tela (Inv. 77.3.1);
    - Ritratto di Leon Bernard, olio su tela, 1791, olio su tela (Inv. 87.3.2);
    - Museo di Storia Naturale delle Arti…, 1808, incisione (Inv. 715)
    - Ritratto di Louis Combes, 1810, olio su tela, deposito del Museo di Belle Arti di Bordeaux (Inv. D 2004.0.4);
    - Orfeo perde Euridice, 1805, olio su tavola, deposito del Museo di Belle Arti di Bordeaux (Inv. D 2005.1.6).

  - museo delle Belle Arti[3]:
    - La gloria del Governatore della Guiana, 1774 circa;
    - L'Artista dipinge un ritratto di famiglia, 1798, olio su tavola[4]
    - La morte di Cicerone, 1798, olio su tavola[5]
    - Ritratto di Pierre Lacour figlio, 1800 circa, olio su tela[6]
    - La quercia spezzata, matita nera su carta incollata a cartone[7]
    - Il Giudice e i consoli della Borsa di Bordeaux, 1789-1790, olio su tavola[8]
    - Il Buon Samaritano, 1810, olio su tela montato su pannello di truciolato[9]
    - Il trionfo di Davide, penna, inchiostro indiano e lavatura su carta[10]
    - L'avaro addormentato sul suo tesoro, 1802, olio su tavola[11]
    - Vista di parte del porto e delle banchine di Bordeaux conosciute come Chartrons e Bacalan, 1804-1806, olio su tela, 207 × 340 cm[12]
- Versailles, Reggia di Versailles: René-Augustin de Maupeou (1714-1792), Cancelliere di Francia, olio su tela.